# Ichikawa Omezō en pèlerin et Ichikawa Yaozō en samouraï
Ichikawa Omezō en pèlerin et Ichikawa Yaozō en samouraï est le titre d'une estampe ukiyo-e publiée vers 1801 par l'artiste japonais Utagawa Toyokuni I. Elle représente deux des plus importants acteurs de la fin de l'époque d'Edo en personnages d'un drame contemporain du répertoire kabuki. C'est un exemple classique du genre kabuki-e ou yakusha-e. L'estampe appartient à la collection permanente de la galerie d'art du Japon du Musée royal de l'Ontario au Canada.

## Toyokuni et kabuki
Utagawa Toyokuni (歌川豐國), aussi connu sous le nom Toyokuni I, est le deuxième chef de l'école Utagawa et l'un des graveurs d'estampes les plus influents de l'époque d'Edo. Dès son adolescence il est apprenti chez Utagawa Toyoharu ce qui lui donne la possibilité d'étudier le style de son mentor ainsi que ceux de Chōbunsai Eishi, Utamaro et Eishōsai Chōki.
Bien que ses premières tentatives se terminent par des échecs, Toyokuni connaît le succès commercial en 1786 avec des illustrations pour le roman-feuilleton kibyōshi Tsugamonai hanashi no oyadama (無束話親玉). Il découvre bientôt son marché : les bijin-ga et, de façon plus significative, le yakusha-e. Entre 1794 et 1796, il crée une série de gravures intitulées Yakusha butai no sugata-e (« Portraits d'acteurs dans différents rôles » - (役者舞台の姿絵) qui lui assure une « reconnaissance rapide » et « marque l'apogée de son travail de création ». Toyokuni se lie d'amitié avec des acteurs de premier plan et l'« écrasante majorité » de ses gravures se rapporte au kabuki.
Son style est loué pour ses « lignes puissantes et vives », ses « saisissants contrastes de couleurs », son « emphase décorative » et ses « conceptions élégantes et audacieuses ». Il est crédité pour son innovation  de formats polyptyques et la formation d'élèves de premier plan dont Kunisada et Kuniyoshi.
Toyokuni est souvent comparé à Sharaku, artiste actif durant l'année 1794 et spécialiste du yakusha-e. Alors que Sharaku favorise une approche exagérée, stylisée, les représentations de Toyokuni sont plus réalistes et saisissent les acteurs tels qu'ils « paraissent sur scène » et les idéalisent. Ses kabuki-e sont plus populaires auprès de ses contemporains que ceux de son rival, Cependant les critiques modernes ont tendance à créditer Sharaku d'une plus grande acuité artistique.
Toyokuni est extrêmement prolifique et, en 1800, l'école Utagawa a supplanté l'école Katsukawa comme productrice majeure de kabuki-e. Cependant, l'abondance découlant de son succès semble avoir eu des répercussions négatives. Le consensus contemporain est que la qualité de son travail tardif « montre un déclin marqué » et même « dégénère souvent en pur grotesque ». Certains critiques d'art soutiennent que son talent était « essentiellement d'imitation »  résultant plus de l'étude que d'un « génie intuitif .

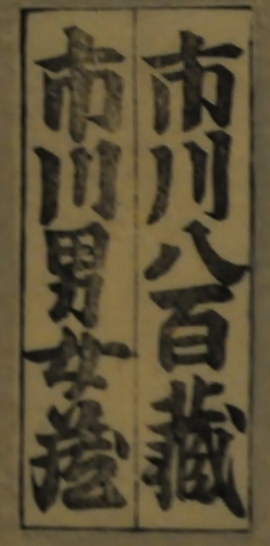
De gauche à droite : Ichikawa Yaozō, Ichikawa Omezō

## Ichikawa Omezō en pèlerin et Ichikawa Yaozō en samouraï

### Genre
Image de deux acteurs posant en personnages d'une pièce, cette estampe appartient au genre kabuki-e (歌舞伎絵), aussi appelé shibai-e (芝居絵), gekijou-e (劇場絵) ou gekiga (劇画). Littéralement « images kabuki », la production des kabuki-e commence à la fin du XVIIe siècle. Tandis que la popularité du théâtre kabuki se développe, le public s'intéresse toujours plus aux acteurs. L'apparition d'acteurs vedettes amène à la création des yakusha-e (役者絵), sous-genre de kabuki-e dans lequel les acteurs sont représentés individuellement ou, comme sur cette gravure, en paire,. Ces images paraissent comme gravures sur feuilles uniques ou en livres de gravures d'acteurs appelés yakusha ehon (役者絵本).

### Image
Sur cette gravure, Toyokuni représente un tableau de deux des plus populaires acteurs kabuki de l'époque dans une scène extraite d'une pièce non identifiée. Le personnage au premier plan est un samouraï qui porte des sandales de paille waraji, une casquette noire décontracté eboshi et un kamishimo à deux pièces sous un noir manteau haori. Les poignées de ses deux sabres pointent derrière lui sur la gauche, dans la position habituelle. Son maquillage rouge kumadori est typique des personnages principaux, signifiant « bravoure et forte personnalité ». Une poignée de tiges de blé ou de riz pend à son genou droit, qui sont sans doute un élément du drame.
Le personnage debout est en habit typique de pèlerin ou  de prêtre voyageur : waraji, une robe grise et des kyahan de couleur claire et des housses de bras. De plus, il est vêtu d'un gong autour de sa taille et porte un bâton de pèlerin shakujō (錫杖). Derrière lui, le corps et les sangles d'un sanctuaire portable sont à peine visibles. Les héros et leurs ennemis se déguisant en pèlerins est un populaire motif du répertoire kabuki. La pose agressive du personnage — bras droit éloigné de sa robe, l'expression menaçante du visage — indique qu'il n'est probablement pas un pèlerin inoffensif.

### Pièce
Au-delà des noms de deux des acteurs représentés, il y a très peu d'indices dans cette impression pour identifier la pièce qu'ils illustrent. Bien que certains  kabuki-e  et  yakusha-e  comprennent des caractères ou des noms de pièces, cette copie n'en propose aucun. En outre, l'absence de timbre de date ou de sceau de la censure rend difficile l'identification de la pièce par une date.
Les documents de l'époque d'Edo relatifs au kabuki révèlent qu'au début de l'année 1798 Yaozō et Omezō sont apparus ensemble dans la pièce Tomioka koi no yamabiraki (aussi connue sous le titre Ninin Shimbei). Cependant, les images de Toyokuni qui nous sont parvenues dont on sait qu'elles illustrent cette représentation — dont une dépeint Yaozō — sont très différentes en style et en format de la version du Musée royal de l'Ontario.
On sait qu'en 1803, Yaozō a paru dans Yoshitsune Senbon-sakura, drame représentant des personnages de prêtre et moine. Comme la liste de rôle des acteurs a été perdue, on ne sait si Omezō y paraît aussi. Une estampe de Toyokuni de Yaozō dans cette pièce est réalisée dans un style semblable à celui de la version du musée royal, cependant le costume est tout à fait différent.  

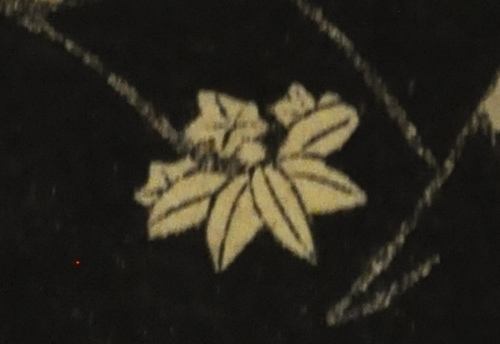
Détail du kaemon

### Ichikawa Yaozō III
Tant le cartouche de nom dans le coin supérieur gauche que le kaemon (替紋), blason personnel figurant sur les bras de kimono du personnage accroupi au premier plan, l'identifient comme Ichikawa Yaozō III (市川八百蔵) (1747-1818),. Yaozō, dont les débuts professionnels datent de 1760, est issu d'une famille d'acteurs de kabuki. Il s'est formé auprès de deux maîtres différents : le renommé Segawa Kikunojō II pour les onnagata (rôles d'actrice) et le maître Ichikawa Danjūrō V du aragoto (« style rude »). Il est particulièrement admiré dans ses rôles de wajitsu (héros calme, intelligent) et pour son rendu des jeunes femmes. Il paraît sur plusieurs estampes de Toyokuni ainsi que sur des gravures de Katsukawa Shunkō, Katsukawa Shun'ei et Sharaku.
| Noms de scène     | Suketakaya Takasuke II                       | Suketakaya Shirogorō                  | Ichikawa Yaozō III | Segawa Yūjirō I | Sawamura Shirogorō I | Sawamura Kimpei I |
| noms littéraires  | Kōga                                         | Chūsha                                | Shabo              | Kion            | Roshū                |                   |
| Autres noms       | Ichikawa Chūsha III                          |                                       |                    |                 |                      |                   |
| Guildes           | Kinokuniya                                   | Tachibanaya                           |                    |                 |                      |                   |
| Maîtres           | Ichikawa Danjūrō V                           | Segawa Kikunojō II                    |                    |                 |                      |                   |
| Rôles spécialisés | wajitsu (和実 - hommes calmes, intelligents) | wakaonnagata (若女方 - jeunes filles) |                    |                 |                      |                   |

### Ichikawa Omezō I
Selon le cartouche du nom, le personnage debout est Ichikawa Omezō I (市川男女蔵) (1781-1833), premier acteur d'un lignée de 6 générations qui s'est perpétuée jusqu'à nos jours. Il est spécialiste des rôles dramatiques d'hommes tachiyaku (立役) et dans ceux de méchants guerriers jitsuaku (実悪). Sans surprise, compte tenu de son importance comme vedette du théâtre kabuki, il est un sujet populaire pour Toyokuni. Un de ses portraits les plus connus est celui qu'a réalisé Toyokuni de lui dans le célèbre drame Shibaraku.
| Noms de scène     | Ichikawa Benzō II         | Ichikawa Omezō I            | Ichikawa Bennosuke |
| Noms littéraire   | Shinsha                   | Kaigan                      |                    |
| Guilde            | Takinoya                  |                             |                    |
| Maîtres           | Ichikawa Danjūrō V        |                             |                    |
| Rôles spécialisés | tachiyaku (立役 - hommes) | jitsuaku (実悪 - mécréants) |                    |

### Date
Le MRO date l'estampe de c. 1801. Bien que la gravure ne porte pas de date ou de sceau discernables, plusieurs éléments indiquent que la date d'impression la plus plausible se situe entre 1800 et 1804 :
- Toyokuni commence à travailler avec l'imprimeur Iseya Magobei en 1795 et réalise une série d'« impressions oblongues de paires d'acteurs » pour l'éditeur au début des années 1800[36].
- Ichikawa Yaozō III prend le nom Suketakaya Takasuke II en 1804 et cesse d'être appelé Ichikawa Yaozō[37].

### Provenance
Cette estampe a été donnée au musée royal d'Ontario par Sir Edmund Walker (1848–1924), président de longue date de la Banque Canadienne de Commerce (en) et premier président du conseil d'administration du musée. Walker a commencé à recueillir l'art japonais dans les années 1870, faisant de lui l'un des premiers collectionneurs d'Amérique du Nord. Il a acheté de nombreuses pièces à New York dans les années 1870 et 80 et pendant un voyage à Londres en 1909. En 1919, après un voyage au Japon, en Chine et en Corée, il est nommé Consul général honoraire du Japon pour Toronto.

## Détails de l'estampe

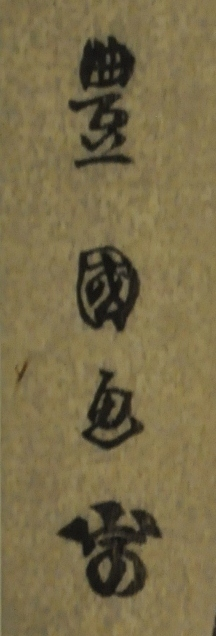
Toyokuni ga / Iseya Magobei

- Medium : nishiki-e estampe sur papier
- Taille : chūban
- Format : tate-e
- Titre japonais : aucun
- Titre de l'exposition : Ichikawa Omezō en pèlerin et Ichikawa Yaozō en samouraï
- Sujet : scène d'une pièce kabuki non identifiée
- Signature : Toyokuni ga (豊国画), bord du centre à gauche
- Éditeur : Iseya Magobei (伊勢屋孫兵衛)[41].
- Marque de l'éditeur : Isemago/ Iseson, sous la signature
- Sceau de la censure : aucun
- Sceau de date : aucun
- Genres : yakusha-e, kabuki-e
- Crédit : don de Sir Edmund Walker